# 布克西耶尔-苏弗鲁瓦蒙
布克西耶尔-苏弗鲁瓦蒙（法語：Bouxières-sous-Froidmont）是法国默尔特-摩泽尔省的一个市镇，属于南锡区和蓬塔穆松县（Pont-à-Mousson）。该市镇总面积7.71平方公里，2009年时的人口为269人。

## 人口
布克西耶尔-苏弗鲁瓦蒙人口变化图示